# Farnstädt
Farnstädt ist eine Gemeinde im Saalekreis in Sachsen-Anhalt (Deutschland) und gehört der Verbandsgemeinde Weida-Land an, die ihren Verwaltungssitz in der Gemeinde Nemsdorf-Göhrendorf hat.

## Geografie
Farnstädt liegt zwischen Halle (Saale) und Erfurt an der Weitzschker. Zur Gemeinde gehören die Ortsteile Oberfarnstädt, Unterfarnstädt und Bergfarnstädt sowie das am 1. Januar 2010 eingemeindete Alberstedt.

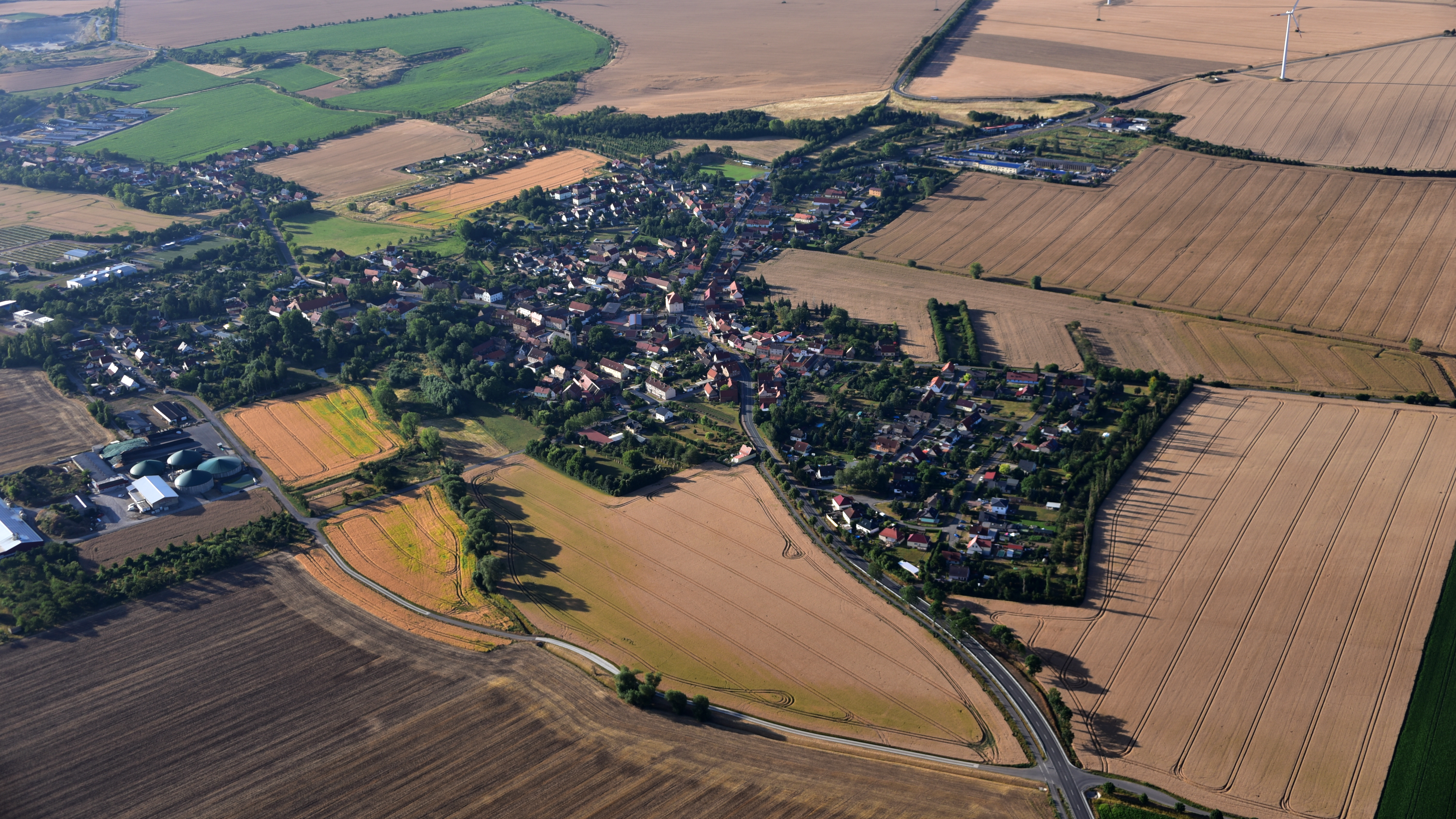
Farnstädt, Luftaufnahme (2018)

### Nachbargemeinden
Nachbargemeinden sind die Lutherstadt Eisleben und Seegebiet Mansfelder Land (beide MSH) im Norden, Schraplau im Osten, Obhausen im Süden und Querfurt im Südwesten.

## Geschichte

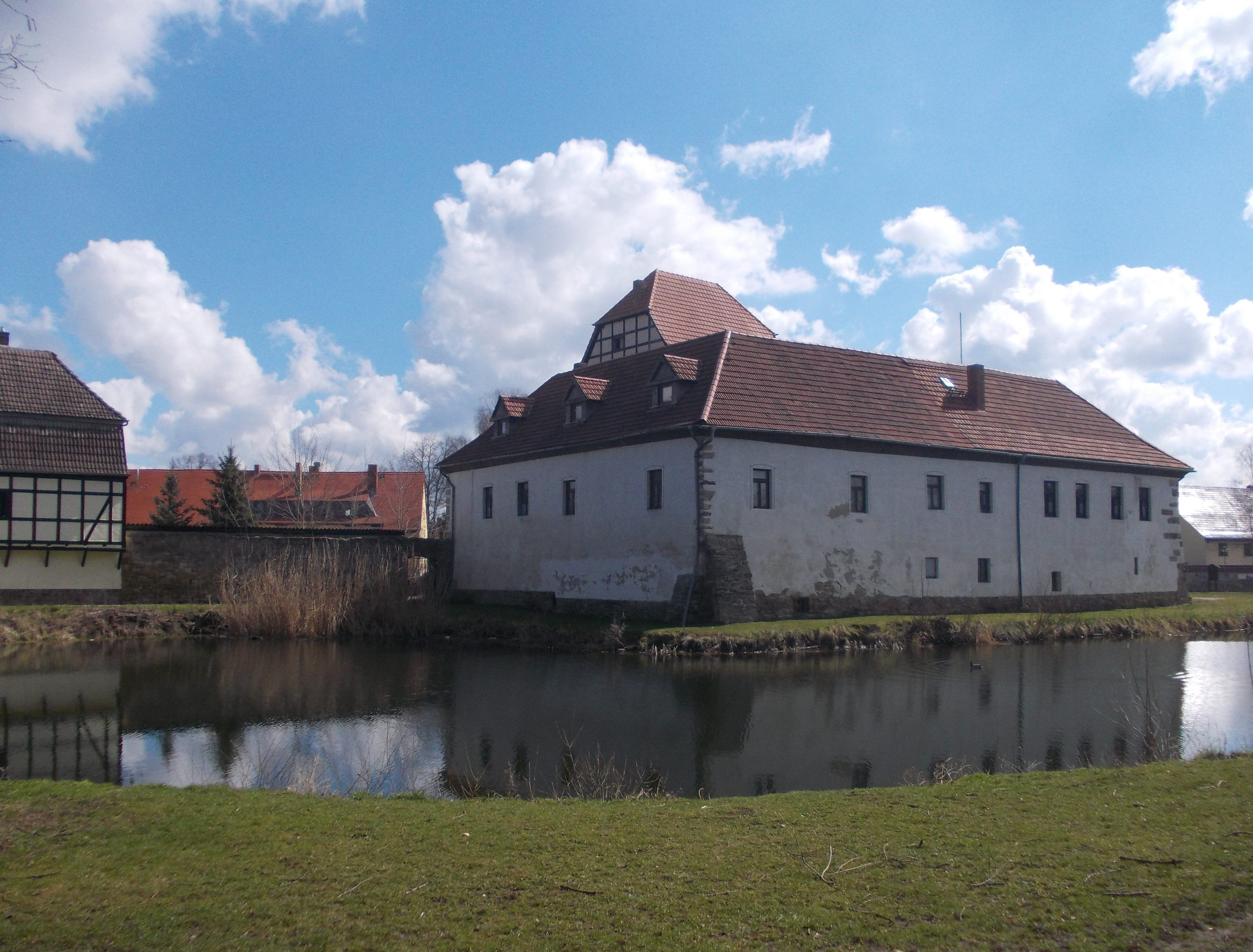
Wasserburg Oberfarnstädt

In einem zwischen 881 und 899 entstandenen Verzeichnis des Zehnten des Klosters Hersfeld wird Farnstädt als zehntpflichtiger Ort Farnistat im Friesenfeld erstmals urkundlich erwähnt. Hier befand sich mit dem Königshof Farnstädt eine Pfalz. Farnstädt ist eine sehr alte Siedlungsstätte. Es ist wahrscheinlich, dass die Besiedelung und Errichtung eines Ortes lange vor der ersten schriftlichen Erwähnung erfolgte. Es wird vermutet, dass Farnstädt bereits in der Zeit des Thüringer Reiches bestand, also vor der Schlacht bei Burgscheidungen an der Unstrut im Jahre 531.
Der Ort lag bis 1815 im sächsischen Amt Querfurt.

## Politik
Der ehrenamtliche Bürgermeister Frank Mylich wurde am 6. Mai 2007 gewählt. Er wurde im Februar 2014 wiedergewählt.

## Wirtschaft und Infrastruktur
Geprägt wird der Ort durch Produktions- und Dienstleistungsbetriebe des mittelständischen Gewerbes und diversen Handelseinrichtungen. Neben dem Gewerbegebiet „Schielschke“ existieren in Farnstädt das großzügig angelegte reine Wohngebiet „In der Trommel“ sowie private Baubereiche. Im Ort gibt es eine Grundschule und Kindertagesstätte.

### Verkehr
Direkt durch das Gemeindegebiet verläuft die Bundesstraße 180 von Hettstedt nach Naumburg (Saale). Die Anschlussstelle Eisleben der Bundesautobahn 38 liegt in unmittelbarer Nähe der Gemeinde. Nächstgelegene Bahnhöfe, von denen regelmäßig Busse des öffentlichen Nahverkehrs nach Farnstädt fahren, sind Röblingen am See und Lutherstadt Eisleben an der Bahnstrecke Halle–Hann. Münden.

## Kultur und Sehenswürdigkeiten

### Vereine
Vereine besitzen eine lange Tradition, wie der SV „Blau Weiß“ 1921 oder die Farnstädter Karnevalsgesellschaft. Auch die Vereine der Angler, Kleingärtner und Kleintierzüchter gibt es schon seit Jahrzehnten. Nach der Wende entstanden weitere Vereine, wie der Heimat- und Kulturverein, der Gewerbeverein und der Verein zur Förderung der Freiwilligen Feuerwehr.  Seit 2004 gibt es den Reitverein Farnstädt. Organisiertes Löschwesen gab es schon vor über 260 Jahren durch den Gerichts- und Kirchenpatron Anton von Geusau.

### Regelmäßige Veranstaltungen
Zum Farnstädter Kulturleben gehören nicht nur die Karnevalssaison und die Sportveranstaltungen, sondern auch verschiedene Heimatfeste am Hofeteich, auf dem Windberg und an der Kirche im Unterdorf. 

### Bauwerke
- Kirche St. Sylvester (Unterfarnstädt)
- Kulturhaus Farnstädt
- Wasserburg Farnstädt

## Persönlichkeiten
In Farnstädt geboren
- Justus von Geusau (1662–1701), Erb- und Gerichtsherr
- William Karl Koch (1849–1920), Politiker, Mitglied der Weimarer Nationalversammlung
- Alfred Zehe (* 1939), deutscher Physiker und Hochschullehrer